# Podmaniczky Levente
Aszódi és podmanini Podmaniczky Levente (1839 – Fenyőharaszt, 1913. január 26.) báró.

## Életpályája
Podmaniczky Levente, Podmaniczky Mihály (1786-1860) fia és Gyürky Lujza. Neje Podmaniczky Magdolna, unokatestvérének Podmaniczky Lászlónak (1792-1865) lánya volt. 
Levente, a Podmaniczky családból való Podmaniczky János (1780–1883) Verseg Fenyőharaszti birtokát és a hozzá tartozó kastélyt kapta meg örökségként. Podmaniczky Levente nem rendelkezett jelentős vagyonnal, de annál nagyobb álmokat dédelgetve, itt Fenyőharaszt pusztán  akarta felépíteni saját kastélyát. A megvalósításban segítségére volt felesége, és egyben első unokatestvére, Podmaniczky Magdolna (1831–1903). Magdolnának ez a második házassága volt, első házassága valószínűleg a bárónő meddősége miatt ment tönkre. A második azonban jobban sikerült, Leventével közel negyven évig éltek boldog házasságban. Magdolna jelentős vagyont – és számos műkincset – örökölt apjától, így a házaspár megvalósíthatta álmát és 1866–1868 között fel is építhették neoklasszicista kastélyukat, s mellette létrehozták uradalmukat.
Podmaniczky Levente korának ismert és elismert állattenyésztője volt, méneséből az ország legjobb vadászlovai kerültek ki, de ő rendelkezett a környék egyik legkiválóbb agárfalkájával is és Magyarországon ekkoriban szokatlan módon még beagle kutyákat is tenyésztett. Az 1880-as, 1890-es években Hatvan és Aszód környéke vadászatairól volt híres, melyeken Podmaniczky Levente is részt vett lovaival és kutyáival. Unokatestvérével, a közeli kiskartali birtokon élő Podmaniczky Gézával (1839–1923) vezetői voltak a vármegye vadász- és sportegyesületeinek, így minden évben közösen rendeztek nagyszabású vadászatot, amelynek zárásaként az ország minden területéről érkező főurak Fenyőharaszton tartottak bált.
A vadászat mellett Podmaniczky Levente rendszeresen versenyekre és bemutatókra vitte lovait és kutyáit, amelyek eladásai a báró fő bevételi forrásai közé tartoztak. Időközben a kastély körül kiépült az országos díjakat is elnyerő díszkert, a falakon belül pedig jelentős, ezer kötetes könyvtár, fegyver és porcelángyűjtemény kapott helyet. 
A legjelentősebb műkincsek azonban azok a grafikák voltak, amelyeket Podmaniczky Magdolna apja, Podmaniczky László (1792–1865) gyűjtött össze európai körútjai során. A gyűjtemény jelentőségét mutatja, hogy később ez lett a Szépművészeti Múzeum grafikai állományának az alapja, a műalkotások között pedig a korszak híres angol, francia, német és olasz művészeinek munkái mellett megtalálhatóak voltak Barabás Miklós egyes rajzai is.
Neje Podmaniczky Magdolna 1903-ban hunyt el, Levente neje halála után, egészen 1913-ban bekövetkező haláláig szinte teljesen visszavonultan élt kastélyában. Mivel gyermekük nem született, a birtokot unokahúgaik örökölték, akik hamarosan eladták azt Hatvany-Deutsch Endrének (1892–?).
Elhunyt 1913. január 26-án reggeli 3 órakor tüdőgyulladásban, örök nyugalomra helyezték 1913. január 28-án délután Aszódon, a családi sírboltban az evangélikus egyház szertartása szerint.